# Tianshui
För andra betydelser, se Tianshui (olika betydelser).
Tianshui, tidigare stavat Tienshui, är en stad på prefekturnivå och den näst största staden i provinsen  Gansu i nordvästra Kina. Den ligger omkring 240 kilometer sydost om provinshuvudstaden Lanzhou.

## Administrativ indelning
Prefekturen Tianshui har en yta som är något mindre än landskapet Västerbotten. Tianshui indelas i två stadsdistrikt, som omfattar den egentliga staden, fyra härad och ett autonomt härad.
| Karta          | Karta                          | Karta            | Karta                         | Karta             | Karta     | Karta                         |
| -------------- | ------------------------------ | ---------------- | ----------------------------- | ----------------- | --------- | ----------------------------- |
|                |                                |                  |                               |                   |           |                               |
| Nr             | Namn                           | Kinesiska        | Pinyin                        | Befolkning (2020) | Yta (km²) | Befolknings- täthet (inv/km²) |
| Stadsdistrikt  |                                |                  |                               |                   |           |                               |
| 1              | Qinzhou                        | 秦州区           | Qínzhōu qū                    | 656 689           | 2 442     | 269                           |
| 2              | Maiji                          | 麦积区           | Màijī qū                      | 556 102           | 3 452     | 161                           |
| Härad          |                                |                  |                               |                   |           |                               |
| 3              | Qingshui                       | 清水县           | Qīngshuǐ xiàn                 | 240 597           | 2 003     | 120                           |
| 4              | Qin'an                         | 秦安县           | Qín'ān xiàn                   | 416 337           | 1 601     | 260                           |
| 5              | Gangu                          | 甘谷县           | Gāngǔ xiàn                    | 506 801           | 1 572     | 322                           |
| 6              | Wushan                         | 武山县           | Wǔshān xiàn                   | 363 727           | 2 011     | 181                           |
| Autonoma härad |                                |                  |                               |                   |           |                               |
| 7              | Zhangjiachuan (för huikineser) | 张家川回族自治县 | Zhāngjiāchuān Huízú zìzhìxiàn | 244 406           | 1 311     | 186                           |

## Klimat
Genomsnittlig årsnederbörd är 701 millimeter. Den regnigaste månaden är juli, med i genomsnitt 144 mm nederbörd, och den torraste är december, med 4 mm nederbörd.